# Эстрадиол
Эстрадио́л (Е 2)— основной и наиболее активный гормон из группы эстрогенов, важен как для женщин, так и для мужчин. По химическому строению является стероидным гормоном.
В дополнение к своей функции естественного гормона, эстрадиол используется в качестве лекарственного средства, например, при гормональной терапии в период менопаузы и феминизирующей гормональной терапии трансгендерных женщин.

## Место выработки
Вне беременности, в фолликулярную фазу менструального цикла, эстрадиол секретируется фолликулярными клетками растущего фолликула. Причем синтезируется он из андрогенов, поступающих в фолликулярные клетки из клеток теки. В фолликулярных же клетках под действием ароматазы андрогены становятся эстрадиолом. В лютеральную фазу эстрадиол секретируется клетками жёлтого тела. При беременности— жёлтым телом и плацентой (трофобластом).
Небольшие количества эстрадиола вырабатываются также корой надпочечников у всех полов и яичками у мужчин. Помимо прочего, эстрогены секретируются в головном мозге.
У мужчин основным источником эстрадиола является не синтез в яичках, а конверсия (ароматизация) андрогенов (таких, как тестостерон и андростендион) в эстрогены в периферических тканях, происходящая при участии железо-зависимого фермента P450-ароматазы.

## Изменение уровня эстрадиола
Различные патологии влияют на уровень эстрадиола в плазме. Повышение уровня наблюдается при врождённой гиперплазии коры надпочечников, гипотиреозе, эстрогенпродуцирующих опухолях, у курящих мужчин, при приёме алкоголя, а также при циррозе печени. Понижение — при диете с уменьшением жиров и увеличением углеводов, первичном и вторичном гипогонадизме, дефиците железа, поскольку ароматаза — железо-зависимый фермент.